# Eissporthalle Pieschener Allee
Die Eissporthalle Pieschener Allee war eine Eissporthalle in Dresden-Friedrichstadt.

## Beschreibung
Das Gebäude wurde zwischen 1969 und 1972 nach Entwürfen des Architekten H. Seifert (Projektleitung), Siegfried Speer, Dietmar Büttner (Dachkonstruktion) und Horst Möhlenhoff als „dominierender Hallenbaukörper“ errichtet. Es war 58 Meter × 72 Meter groß und hatte eine Kunsteisfläche von 1800 Quadratmetern. Vier Zuschauerränge boten Platz für 3500 Personen an.
Bemerkenswert war ihre „Stahlbaukonstruktion mit Stabtragwerk“ und „profilierter Tragwerkverkleidung in Wellpolyester“. Sie reihte sich damit in die Nachfolge anderer Hallenbaukörper Dresdens ein, wie die Schwimm- und Sprunghalle Freiberger Platz, das Ruderzentrum Blasewitz oder den Heidebroek-Bau (sog. „Bildzeichenarchitektur“).

## Geschichte
Der Bau befand sich mit seinen Funktionsgebäuden im Ostrasportpark zwischen der Innenstadt und dem Messegelände, nördlich des Stadions. Der Eissporthalle wurde während des Elbhochwassers 2002 beschädigt, weil sie in der Dresdner Flutrinne stand. Daraufhin wurde ab Juni 2005 in der Nähe eine neue Halle, die Freiberger Arena, gebaut und das alte, beschädigte Gebäude am 29. Februar 2008 gesprengt.

## Galerie

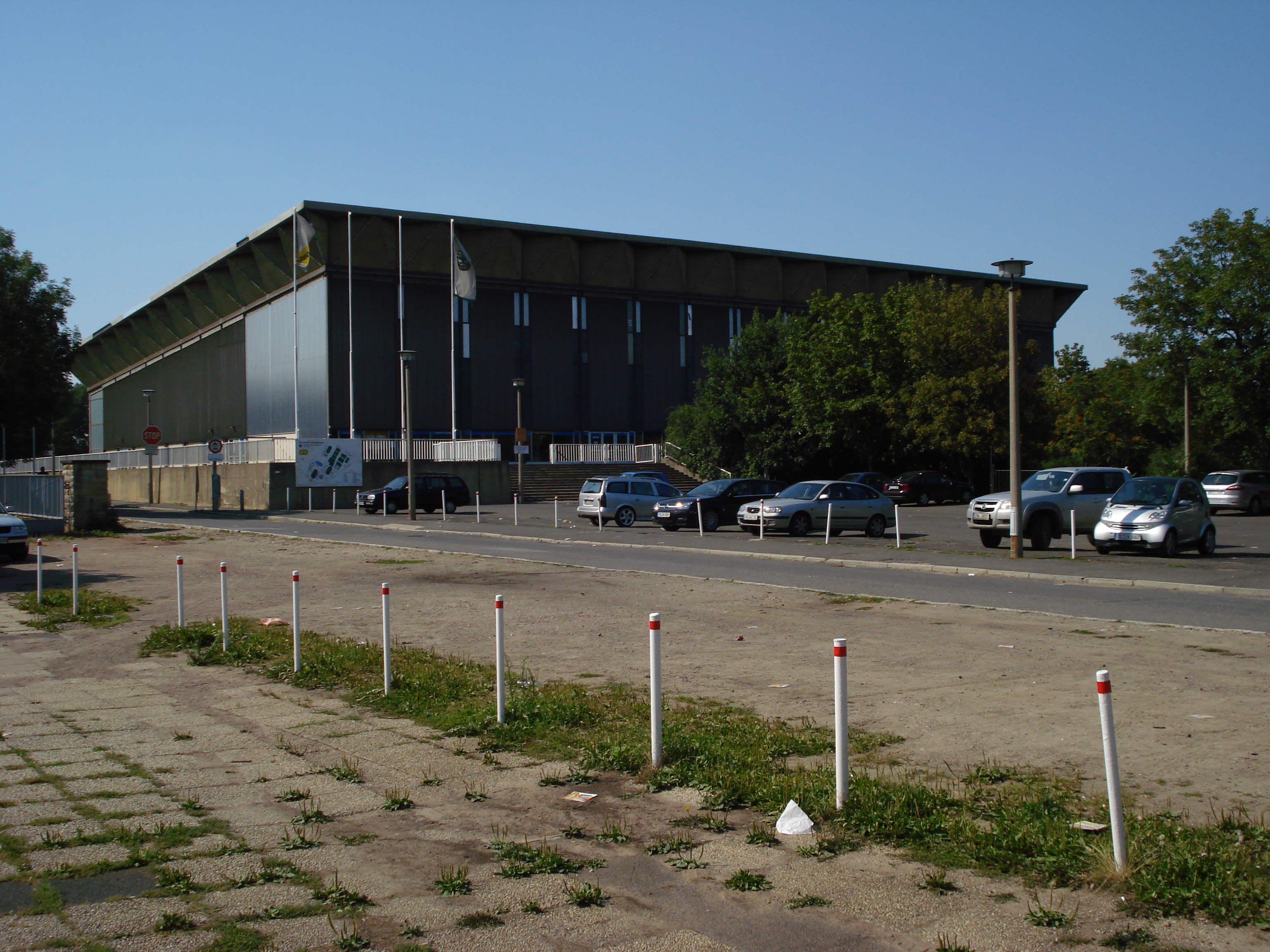
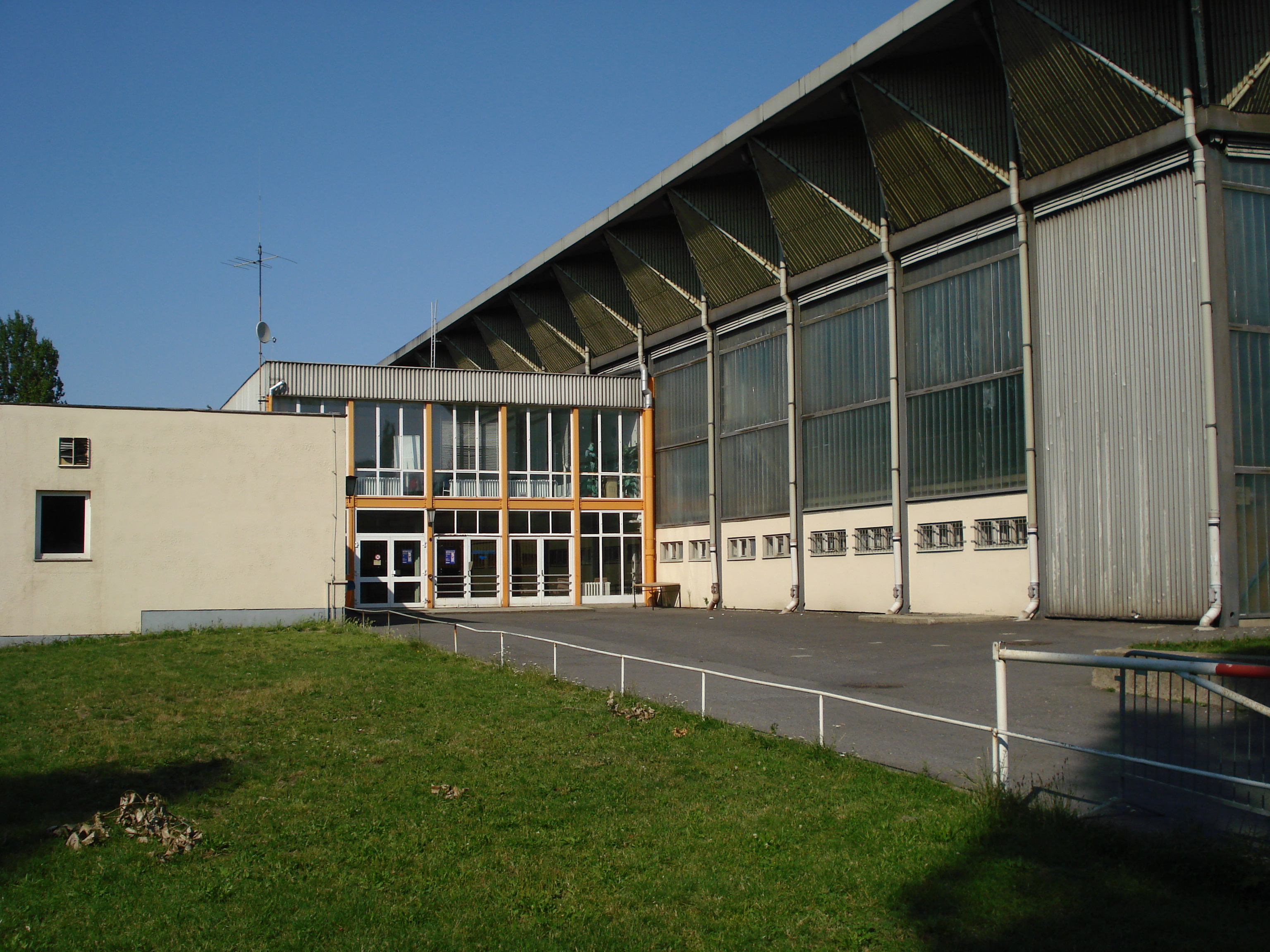
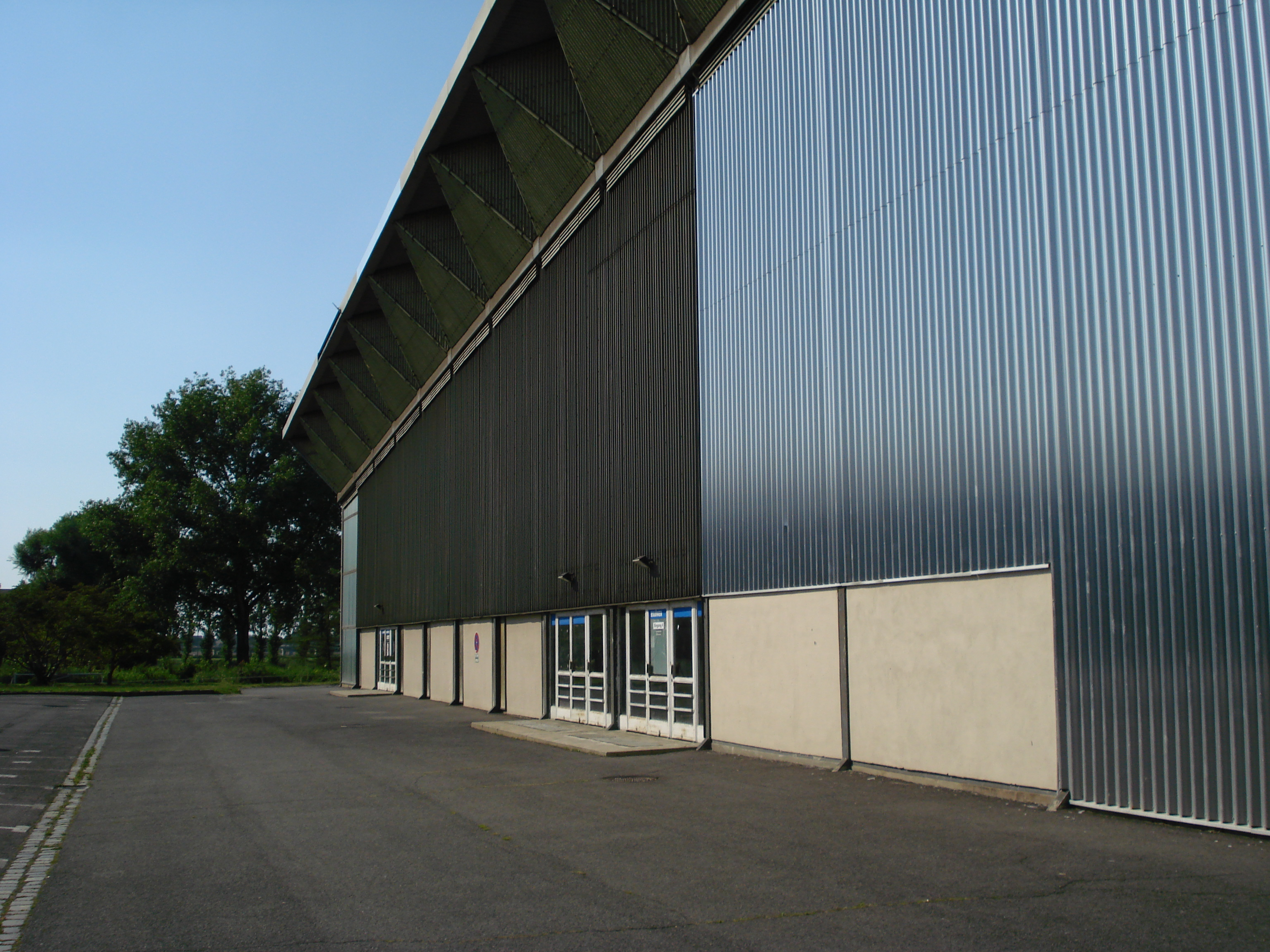
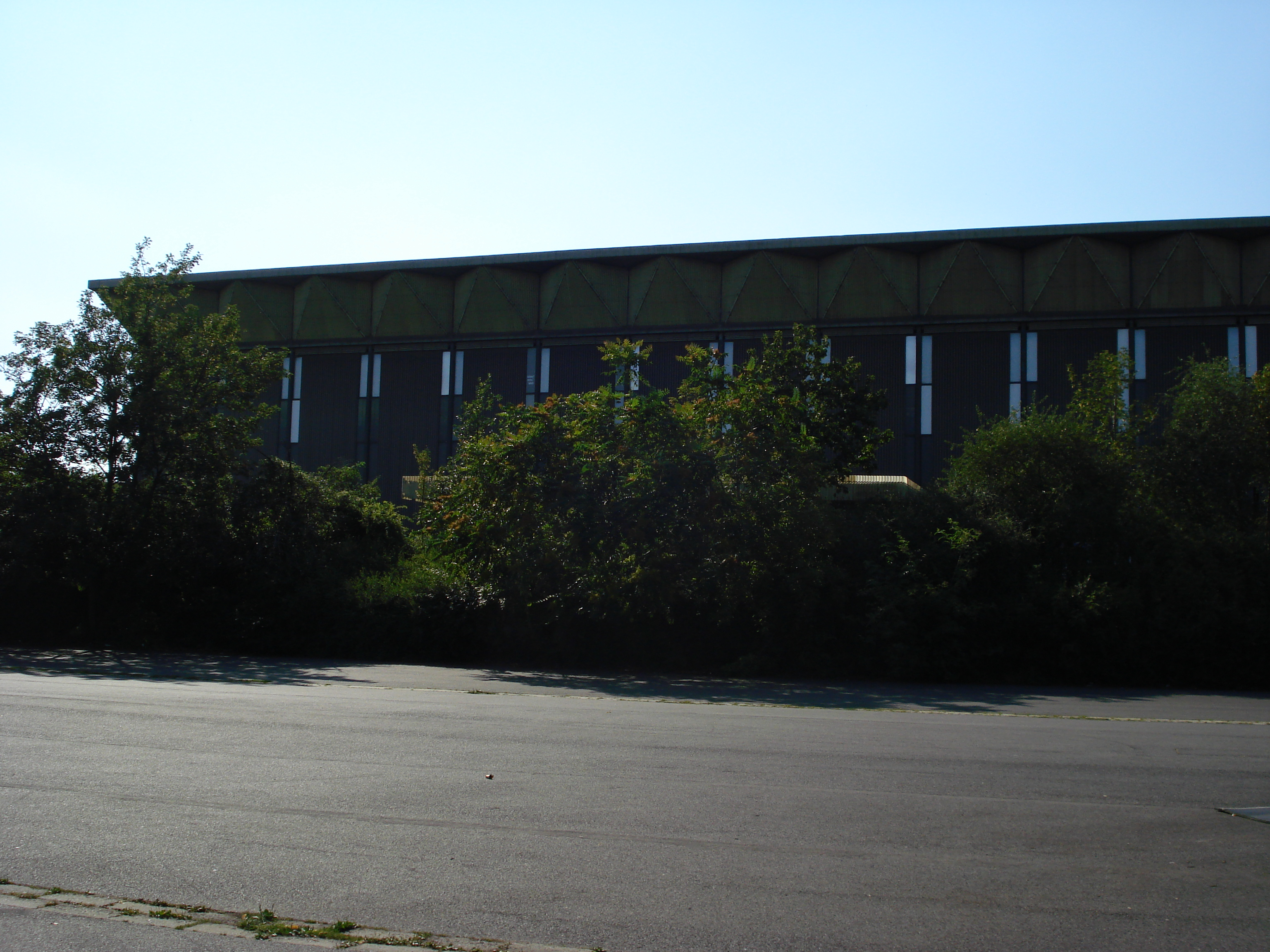
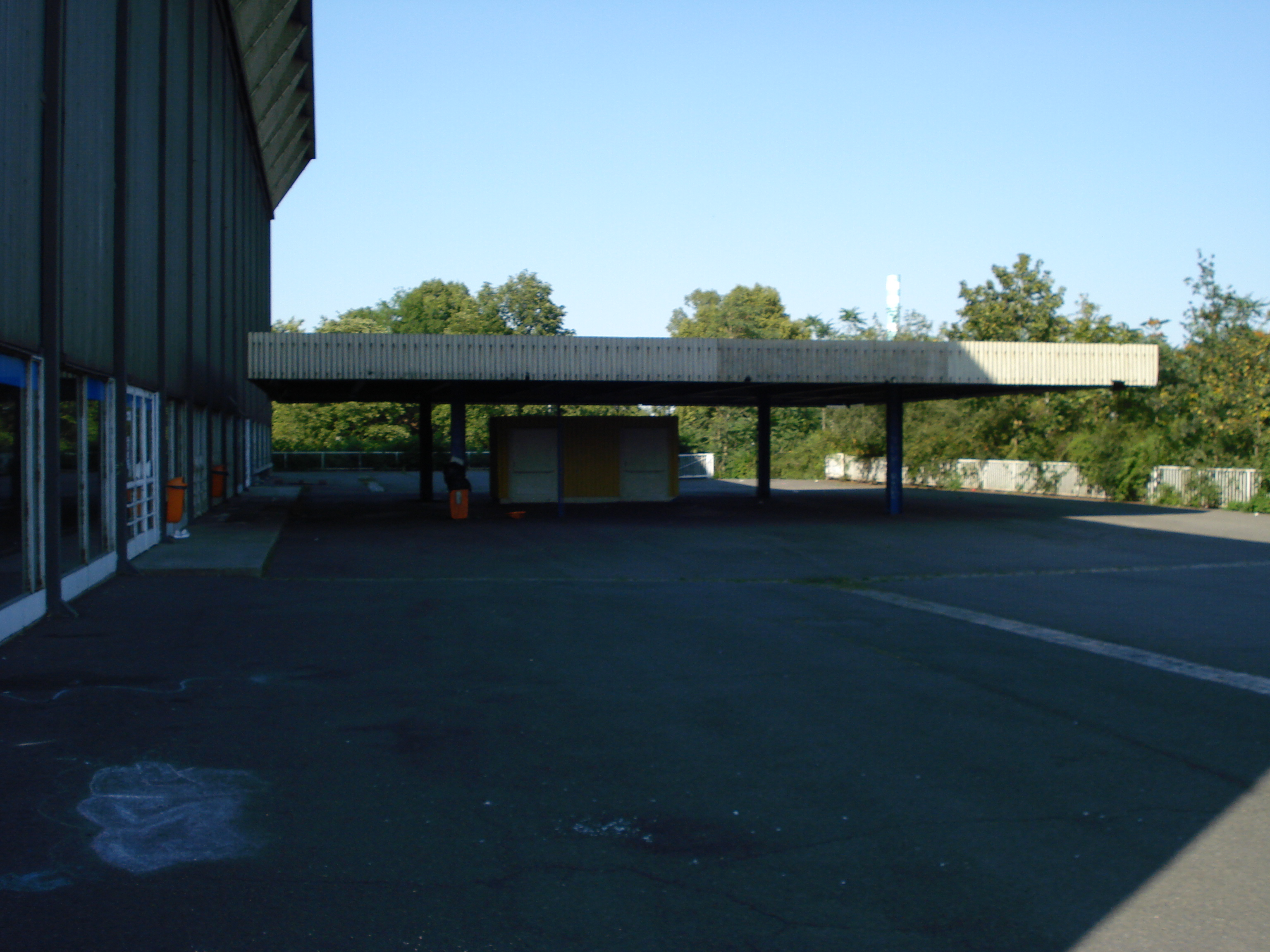

## Einzelnachweis
1. 1 2  May et al., S. 74 Nr. 131 [Eissporthalle Pieschener Alle]